# Droga nr 7926 (Izrael)
Droga lokalna nr 7926 (hebr. 7926 כביש) – jest drogą lokalną położoną w Dolnej Galilei, na północy Izraela. Biegnie ona z moszawu Cippori do skrzyżowania z drogą nr 79.

## Przebieg
Droga nr 7926 przebiega przez Samorząd Regionu Emek Jizre’el w Poddystrykcie Jezreel Dystryktu Północnego Izraela. Biegnie południkowo z północy na południe.
Swój początek bierze w moszawie Cippori, po której opuszczeniu kieruje się na południe. Po przejechaniu niewielkim mostkiem nad strumieniem Cippori dociera do skrzyżowania z lokalną drogą prowadzącą na północny wschód do Parku Narodowego Cippori. Kawałek dalej jest skrzyżowanie z drogą nr 79, którą jadąc na południowy wschód dojeżdża się do zjazdu do miejscowości Ilut lub dalej na zachód do miasta Nazaret. Natomiast jadąc drogą nr 79 na północny zachód dojeżdża się do zjazdu do kibucu Ha-Solelim i dalej do węzła drogowego ha-Movil z drogą ekspresową nr 77.